# Rio Talgua
Talgua é um rio que atravessa o território de Honduras, na América Central.